# Xu Xun

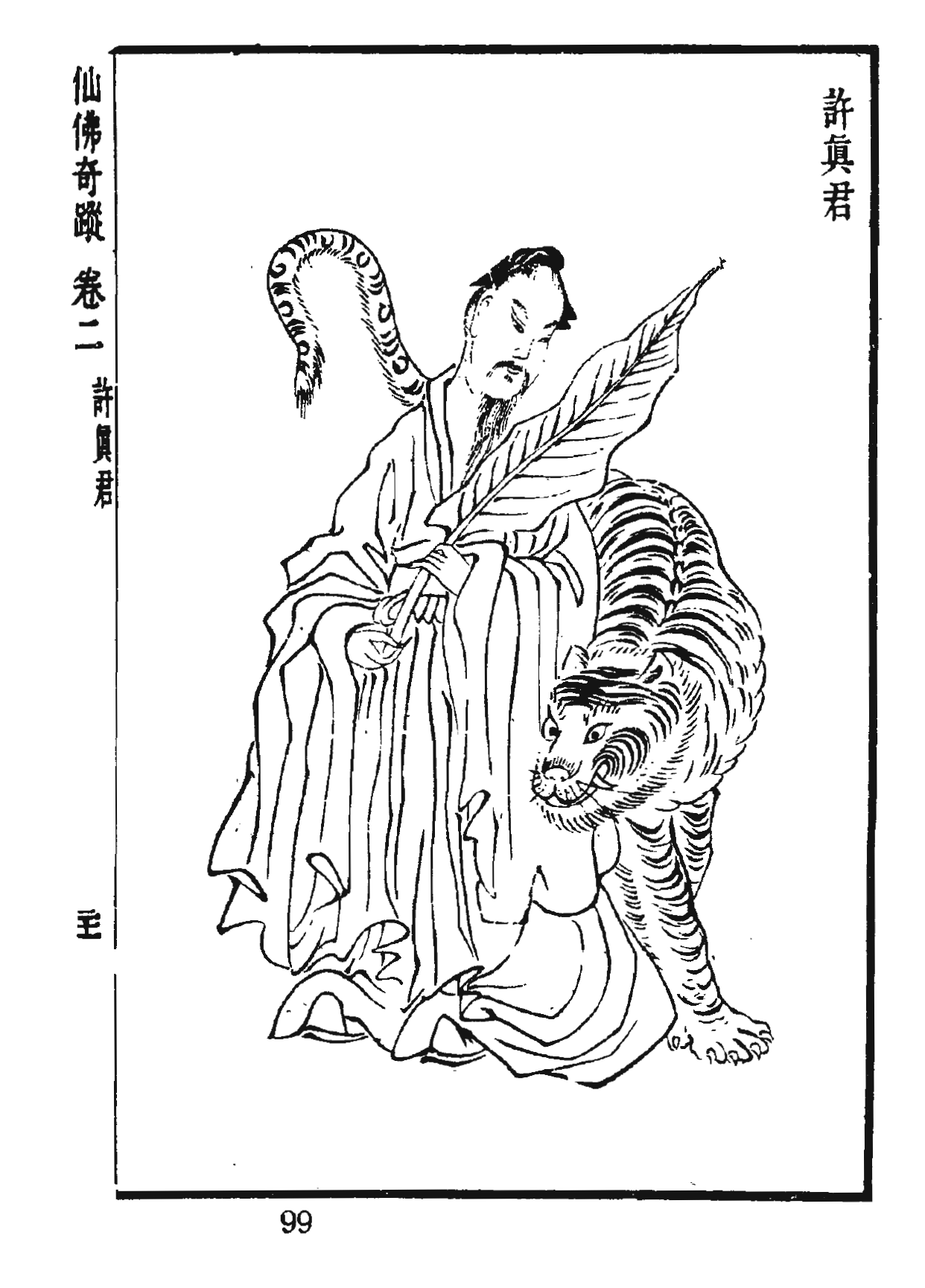
Xu Xun

Xu Xun (chinesisch 許遜 / 许逊, Pinyin Xǔ Xùn, W.-G. Hsü Hsün; * 239; † 374) aus Nanchang war ein chinesischer Daoist aus der Zeit der Jin-Dynastie. Er wird von den daoistischen Schulen Jingming dao (淨明道) und Lüshan pai (閭山派) als ihr erster Patriarch verehrt.